# Migmatit

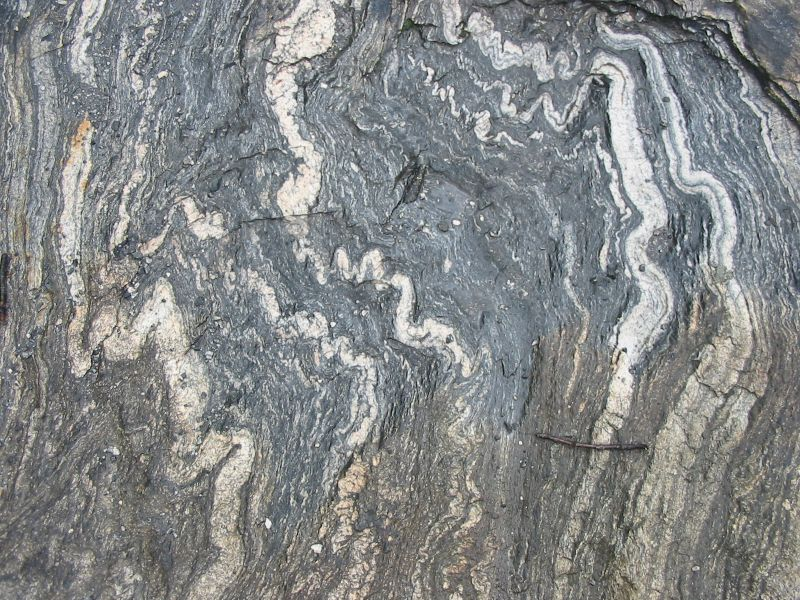
Figur 1. Migmatit från nära Geirangerfjorden i Norge.

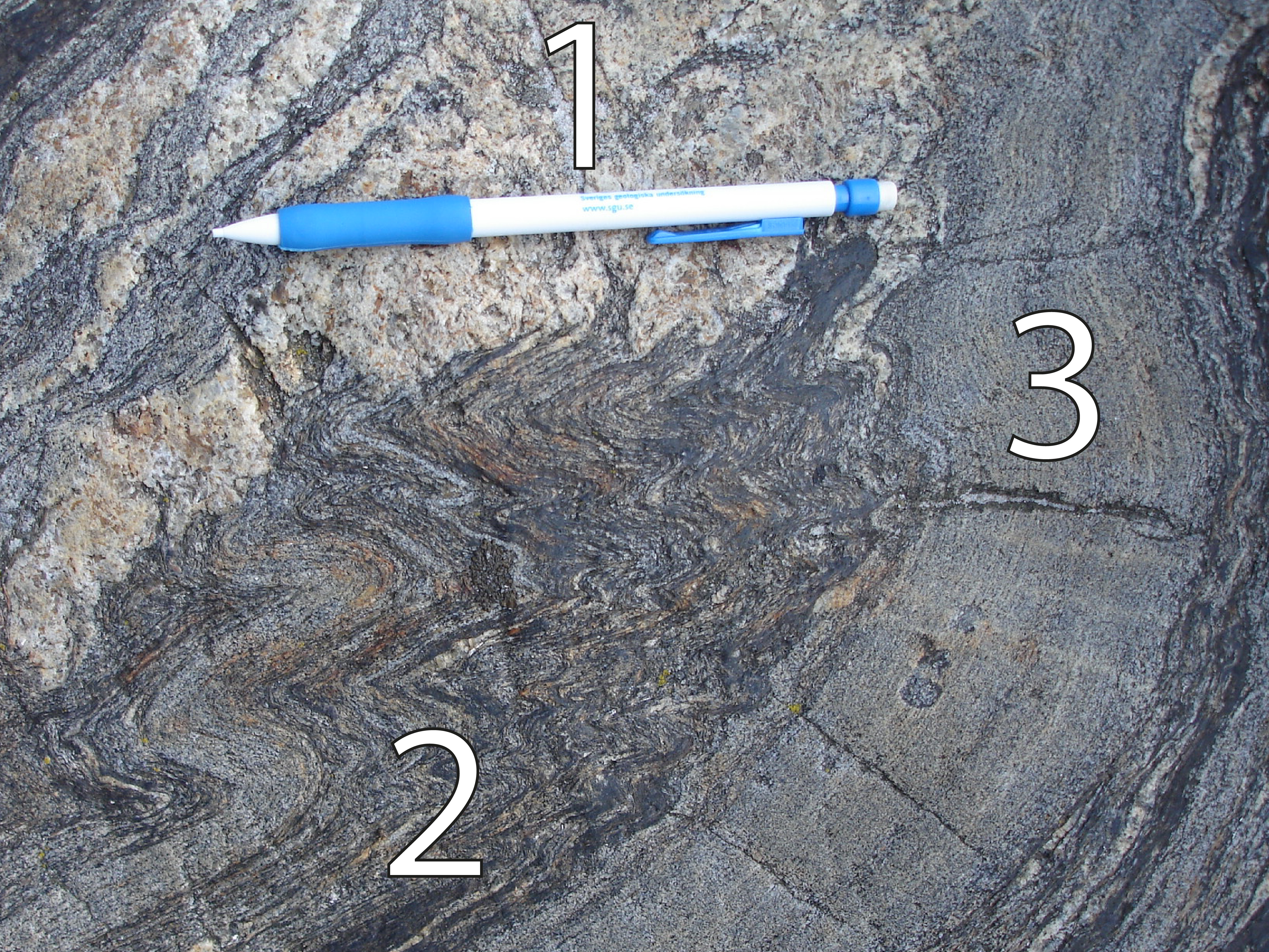
Figur 2. Migmatitens indelning: 1) leukosom, 2) melanosom och 3) mesosom. Fotot taget på Utö, i Stockholms skärgård.

Migmatit är en metamorf bergart som bildas genom anatexis (partiell uppsmältning) av en äldre bergart/-er (Figur 1). Förenklat består migmatiten av neosomer och paleosomer, varav neosomer är ytterligare indelade i leukosomer och melanosomer (figur 2). Leukosomer består av det partiellt uppsmälta materialet och är av granitisk sammansättning med vanligtvis mycket varierande kornstorlek från mm-stora kristaller till pegmatitisk. Melanosomer är den delen av bergarten som blivit kvar när det partiellt uppsmälta delarna som består av kvarts och fältspat försvunnit och lämnat kvar mafiska mineral som biotit och amfibol därav dess mörka till svarta kulör. Mesosom är paleosom dvs. den delen som fortfarande består av ursprungsbergarten som inte genomgått anatexis. 
Migmatit finns bland annat i trakten runt Sundsvall och i Stockholms skärgård.[källa behövs]